# 徐應雷
徐應雷（？—？），號鳴寰，江西廣信府上饒縣民籍。

## 生平
万历二十八年（1600年）庚子江西鄉試第六十三名舉人，四十四年（1616年）丙辰科三甲一百七十一名进士，兵部觀政，四十五年授官廣東高要縣知縣。

## 家族
曾祖徐環。祖父徐信，德壽。父徐鸿，孝丰知县。